# Siheyuan

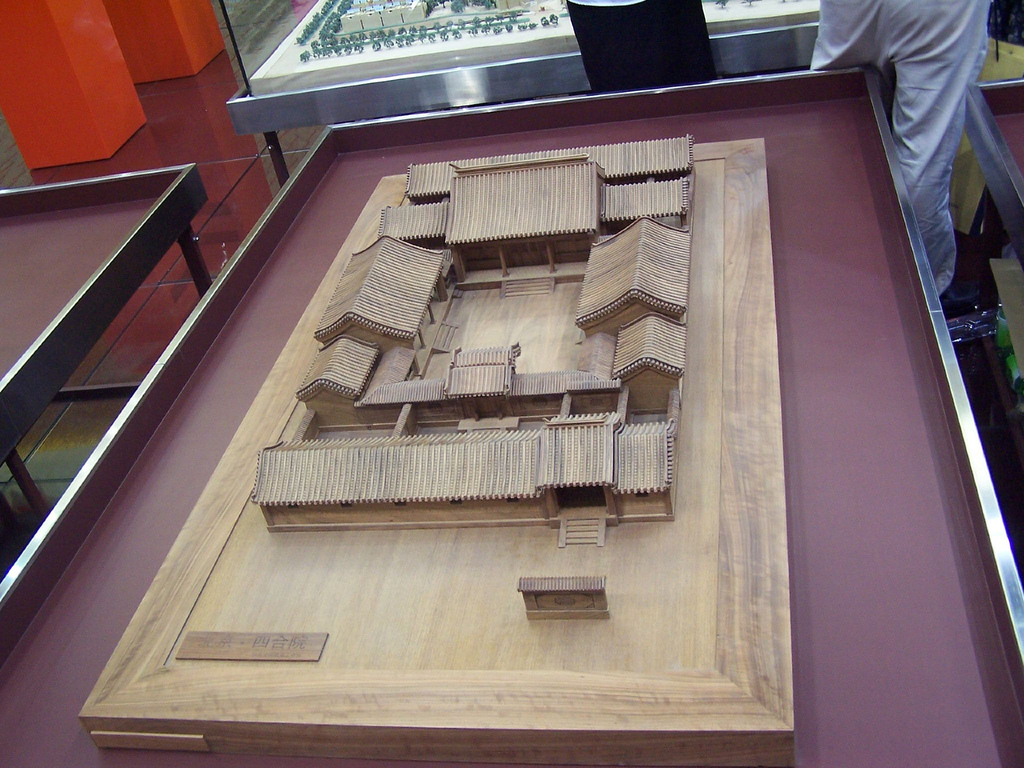
Maqueta de un Siheyuan

Un siheyuan es un tipo de casa histórica que se encontraba comúnmente en China, especialmente en Pekín y la zona rural de Shangxi. A través de la historia china, la composición del siheyuan fue el patrón básico usado para residencias, palacios, templos, monasterios, negocios familiares y oficinas de gobierno. En tiempos antiguos, un siheyuan grande podía ser utilizado por una única gran familia, lo que demostraba riqueza y prosperidad. En la actualidad, los siheyuan que quedan a veces son subdividos en viviendas pequeñas, y muchos de ellos carecen de servicios modernos.

## Nombre
Siheyuan (四合院) significa patio rodeado por construcciones en sus cuatro costados. También se traduce como casas patio, y menos frecuente, como cuadrángulos chinos.

## Historia
Los siheyuan se remontan a épocas tan tempranas como el periodo de la Dinastía Zhou, hace más de dos mil años.

## Distribución de un Siheyuan

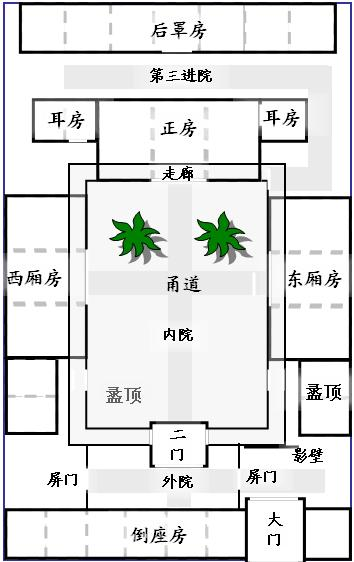
Plano de un Siheyuan

Los cuatro edificios de un siheyuan se ubicaban en un eje norte-sur y este-oeste. El edificio situado al norte y mirando al sur se consideraba la casa principal (正房 zhèng-fáng), mientras que los edificios adyacentes al este y oeste de la casa principal, se llamaban casas laterales (廂房 xiāng-fáng). Los edificios del norte, oriente y occidente, estaban unidos por pasajes bellamente decorados. Estos corredores protegían del sol diurno y entregaban frescor en la noche. El edificio que mira al norte se conoce como casa opuesta (倒座房 dào-zuò-fáng). Detrás del edificio ubicado más al norte, suele haber otro edificio separado de éste, y que además se compone de dos pisos. Esto se debe a que este lugar es el único donde esta permitido construir de esta manera en un siheyuan tradicional.